# Jalani Sidek
Jalani Sidek est un joueur de badminton malaisien né le 10 novembre 1963.
Aux Jeux olympiques de 1992 à Barcelone, il est médaillé de bronze en double avec son frère Razif Sidek.
Il a aussi un autre frère Rashid qui a été médaillé olympique de badminton.